# Teuzzone
Teuzzone es una ópera en tres actos con música de Antonio Vivaldi y libreto en italiano de Apostolo Zeno. Fue estrenada en el Teatro Arciducale de Mantua durante el carnaval de 1719.

## Argumento
La acción tiene lugar en la capital del Imperio Chino, en una época imprecisa.

### Acto I
Muriendo como un guerrero victorioso en el campo de batalla, el emperador Troncone deja a su hijo Teuzzone como heredero del trono, pero la joven viuda de Troncone, Zidiana, antes de renunciar a su poder decide que se casará con el propio Teuzzone, por el cual siente una pasión secreta desde antes de casarse con su padre. Mientras, continua alimentando con falsas promesas a sus dos pretendientes, Sivenio y Ciro para que le ayuden a tomar el poder. Estos dos hombres, sin embargo, han preparado un golpe de Estado por sí mismos, falsificando el testamento de Troncone para excluir a Teuzzone del poder y nombrar emperador a Cino como marido de Zidiana. Quien de verdad mueve los hilos en este plan es Sivenio, quien espera eliminar con facilidad a Cino una vez hayan eliminado a su principal rival, Teuzzone.
En el cementerio, donde el cortejo fúnebre del soberano está a punto de llegar, Teuzzone y su novia Zelinda renuevan sus votos de amor y fidelidad. Teuzzone anuncia que tan pronto como sea nombrado emperador se casará con ella. Tras la ceremonia del entierro, Cino y Sivenio confiesan sus planes a Zidiana y ella acepta participar. El falso testamento de Troncone es leído ante el pueblo en asamblea. Zidiana toma el trono y todos le juran lealtad excepto Teuzzone, quien denuncia públicamente el fraude y huye tramando venganza. Zidiana ordena a los guardias arrestarlo y ejecutarlo pero Zelinda sale en su defensa, invocando su posición como sacerdotisa del dios Amida. Zidiana revoca sus órdenes y tras llevar a cabo los pasos apropiados para fortalecer su poder, ordena que el príncipe debe ser seguido para evitar cualquier tipo de maniobra hostil. En secreto promete su amor tanto a Cino como a Sivenio a cambio de su apoyo político. Más adelante, en una conversación privada con Zelinda, Zidiana le implora que actúe como intermediaria entre ella y Teuzzone; la emperatriz no desea su muerte sino que prefiere tener en el trono a su lado. La princesa, aunque enojada por estos comentarios, reprime sus celos y asiente.

### Acto II
Teuzzone anima a sus soldados para la batalla mientras conforta a Zelinda, quien teme por el resultado de esta lucha desigual. Durante la misma Teuzzone es cogido como prisionero debido a sus actos de gran valentía. Cino y Sivenio quieren ejecutarlo inmediatamente, pero Zidiana insiste en que primero deben proporcionarle un juicio justo. Antes de que la corte pueda acusarlo de traición, Teuzzone responde con indignación e invoca sus derechos de nacimiento pero es hallado culpable y es encarcelado a la espera de su ejecución. Presionada en direcciones opuestas por Zelinda y Sivenio, Zidiana vacila a la hora de firmar la sentencia de muerte de Teuzzone. Finalmente decide aplazar la ejecución hasta ofrecerle al condenado una última audiencia en la que Zelinda estará presente de manera secreta. Teuzzone, consciente de su inminente destino, rechaza la amorosa oferta que su madrastra le hace. Cuando el príncipe se percata de la presencia de Zelinda es incapaz de ocultar sus sentimientos hacia ella, incrementando los celos de Zidiana. Teuzzone es enviado de manera inmediata a prisión y Zidiana, herida en su orgullo, se prepara para firmar la sentencia de muerte cuando aparece Zelinda y le promete que convencerá al príncipe para que se case con ella. Zidiana acepta a posponer una vez más la ejecución.

### Acto III
Cino, aunque sufre algún remordimiento por sus acciones, es ahora consciente de la proximidad de la muerte de Teuzzone y su matrimonio con Zidiana, pero sus sueños se ven frustrados cuando Zelinda le informa del engaño de Sivenio. Este último llega en ese preciso instante, y los dos antiguos cómplices inmediatamente entran en un furioso duelo. Al sonido de las armas, Zidiana intenta calmar los ánimos con una propuesta sorprendente: como los emperadores siempre han tenido la posibilidad de tener más de una esposa, ella usará sus derechos al tomarlos a los dos como esposos. Cino, confundido y golpeado está muy débil para reaccionar, pero Sivenio se declara rápidamente partidario de esta idea. Su verdadero objetivo es el poder absoluto, aunque para eso tenga que traicionar su lealtad a la memoria de Troncone, la larga amistad que lo une a Cino o incluso su amor por Zidiana.
En su oscura prisión subterránea, Teuzzone rechaza las ofertas de Zidiana y la insistencia de Zelinda, prefiriendo la muerte. Creyendo que había sido traicionada por Zelinda, la emperatriz la condena a compartir el destino de Teuzzone: ambos serán asesinados como sacrificios humanos en el solemne rito en el cual se conmemora la creación del mundo. Pero en el momento cumbre de la ceremonia, cuando todos los preparativos para las ejecuciones habían sido completados, Cino interviene. Con la excusa de que quería pronunciar las condenas a muerte él mismo, en realidad lee al pueblo y el ejército el auténtico testamento de Troncone. En este momento el general Argonte, príncipe Tártaro y amigo de Zelinda, entra con sus tropas y arresta a los traidores. El generoso Teuzzone, una vez recobrado el trono, perdona a todos (excepto a Sivenio, que es condenado a cadena perpetua) y ofrece a Zelinda su mano en matrimonio, entre el júbilo del pueblo.